# Кородж
Кородж (хорв. Korođ, угор. Kórógy) — населений пункт у Хорватії, у Вуковарсько-Сремській жупанії, у складі громади Тординці.

## Населення
Населення за даними перепису 2011 року становило 485 осіб.
Динаміка чисельності населення поселення:

## Клімат
Середня річна температура становить 11,09 °C, середня максимальна – 25,54 °C, а середня мінімальна – -6,10 °C. Середня річна кількість опадів – 667 мм.
| Клімат поселення                              | Клімат поселення | Клімат поселення | Клімат поселення | Клімат поселення | Клімат поселення | Клімат поселення | Клімат поселення | Клімат поселення | Клімат поселення | Клімат поселення | Клімат поселення | Клімат поселення | Клімат поселення |
| Показник                                      | Січ.             | Лют.             | Бер.             | Квіт.            | Трав.            | Черв.            | Лип.             | Серп.            | Вер.             | Жовт.            | Лист.            | Груд.            |                  |
| Середній максимум, °C                         | 5,88             | 8,00             | 12,60            | 17,26            | 22,62            | 25,54            | 25,31            | 24,91            | 20,90            | 15,40            | 9,45             | 5,50             |                  |
| Середня температура, °C                       | −0,09            | 2,00             | 6,60             | 11,30            | 16,63            | 19,57            | 21,22            | 20,88            | 16,82            | 11,34            | 5,40             | 1,47             |                  |
| Середній мінімум, °C                          | −6,1             | −3,99            | 0,64             | 5,29             | 10,61            | 13,60            | 17,19            | 16,80            | 12,78            | 7,29             | 1,33             | −2,6             |                  |
| Норма опадів, мм                              | 43               | 39               | 42               | 52               | 61               | 83               | 66               | 62               | 51               | 55               | 62               | 51               |                  |
| Середньомісячна швидкість вітру, м/с          | 2.27             | 2.50             | 2.80             | 2.70             | 2.40             | 2.20             | 2.20             | 2.00             | 2.00             | 2.10             | 2.20             | 2.30             |                  |
| Середньомісячна сонячна радіація, кДж/м²·день | 4292             | 6952             | 10985            | 15574            | 19363            | 21643            | 22304            | 20424            | 15034            | 9509             | 4872             | 3592             |                  |
| --------------------------------------------- | ---------------- | ---------------- | ---------------- | ---------------- | ---------------- | ---------------- | ---------------- | ---------------- | ---------------- | ---------------- | ---------------- | ---------------- | ---------------- |
| Джерело:                                      |                  |                  |                  |                  |                  |                  |                  |                  |                  |                  |                  |                  |                  |